# Quintanas de Gormaz
Quintanas de Gormaz é um município da Espanha na província de Sória, comunidade autónoma de Castela e Leão, de área 29,96 km² com população de 168 habitantes (2007) e densidade populacional de 6,39 hab/km².

## Demografia
| Variação demográfica do município entre 1991 e 2004 | Variação demográfica do município entre 1991 e 2004 | Variação demográfica do município entre 1991 e 2004 | Variação demográfica do município entre 1991 e 2004 |
| --------------------------------------------------- | --------------------------------------------------- | --------------------------------------------------- | --------------------------------------------------- |
| 1991                                                | 1996                                                | 2001                                                | 2004                                                |
| 227                                                 | 199                                                 | 195                                                 | 192                                                 |